# 트루드
트루드(러시아어: Труд)는 러시아의 일간 신문이다. 1921년 2월 19일 창간되었으며, 블라디미르 마야콥스키, 니콜라이 루브초프, 예브게니 옙투셴코 등 사회적으로 유명했던 인사들이 편집에 대거 참여하였다. 소련 시절에는 주로 경제에 관련된 지식이나 일자리에 관련된 소식을 실었으며, 1990년까지 2150만부를 발행, 세계 최다 발행매수를 기록했다. 소련 붕괴 이후 독자가 감소하였고 현재는 종합일간지로 발행되고 있다. 2007년 현재 158만부를 발행하고 있다.